# Estadio Carlos A. Olivares
El Estadio Carlos A. Olivares es un recinto deportivo ubicado en el distrito peruano de Guadalupe, Región La Libertad. Era escenario del club Serrato Pacasmayo en la Segunda División de Perú.El club desapareció en 2018.

## Historia y remodelación
En la década del sesenta (no se tiene la precisión exacta de qué día y en qué año), gracias a la buena voluntad de un hacendado de la zona, de nombre Carlos A. Olivares, quien donó el terreno al municipio de Guadalupe, se puso en marcha la construcción del estadio principal de dicha jurisdicción, con la inversión de la Municipalidad, y se lo bautizó con su nombre por un tema de reconocimiento. Para ese entonces, solo se estableció el levantamiento de dos tribunas (oriente y occidente, tomando como referencia el estadio Nacional) y el aforo era de tan solo 3 mil espectadores.
Así transcurrieron los años, y ya en tiempos recientes, gracias a la gestión de la alcaldesa Lourdes Plascencia, se decidió remodelar el estadio Carlos A. Olivares, el mismo que tiene una capacidad para 12 mil espectadores.
El 7 de octubre de 2014 fue el día en que el nuevo estadio Carlos A. Olivares abrió el telón luego de su costosa remodelación. Para aquella oportunidad, el Municipio de Guadalupe anunció como padrinos a Richard Acuña (fue representado por 'Leo' Rojas, asistente de la Vallejo), y por Marina Mora, ex Miss Perú Mundo. El reinaugurado escenario deportivo alzó el telón con un doblete: en el primer turno se enfrentaron un combinado de ex seleccionados (entre ellos José Carranza, Juan Jayo y José Soto) ante los exjugadores del Sport Pilsen, y el partido culminó 1-1; en el duelo de fondo, la Vallejo derrotó 3-1 a UTC. 
Para la reinauguración del Carlos A. Olivares, se hizo una inversión aproximada de 5 millones de soles. Como ya se señaló, en esta ocasión, el aforo creció a 12 mil espectadores y cuatro tribunas, además de tres camerinos (local, visitante y árbitros), baños en cada tribuna y demás servicios complementarios. Asimismo, su grass es natural y a la luz de lo señalado por los inspectores de la ADFP-SD, es una de las mejores canchas que existen actualmente en el fútbol peruano y está preparada incluso para recibir fútbol de Primera División; de hecho, en 2015 se deslizó la posibilidad de que Aurich juegue como local en este recinto, tanto por el Descentralizado como por la Copa Libertadores.
Aunque aparenta ser un estadio con escaso recorrido, la afición guadalupana que ha asistido al viejo Carlos A. Olivares puede contar que en dicho recinto se apreció fútbol de Primera División. En efecto, en 1984 y 1985, Sport Pilsen, el recordado elenco de esta localidad, que ganó la Copa Perú en 1983, disputó sus partidos como local en este escenario. De más está decir que allí encaró sus partidos por la Regional y el Descentralizado de 1984, por lo que varios de los jugadores que estuvieron en ese entonces en la máxima categoría pueden dar fue de haber pisado su vetusto gramado. 
Y en los últimos años, un tradicional equipo que llega hasta instancias avanzadas en la Etapa Departamental de La Libertad, Alianza Guadalupe, también ha ejercido de manera poderosa su localía en el Carlos A. Olivares.
En 2017 el Juan Aurich jugó sus partidos de local aquí en vez del Elías Aguirre, debido a la mala condición en la cual se encuentra la cancha sintética del estadio y también por la queja de los mismos jugadores a la hora de disputar los partidos allí.